# М1934 (каска)

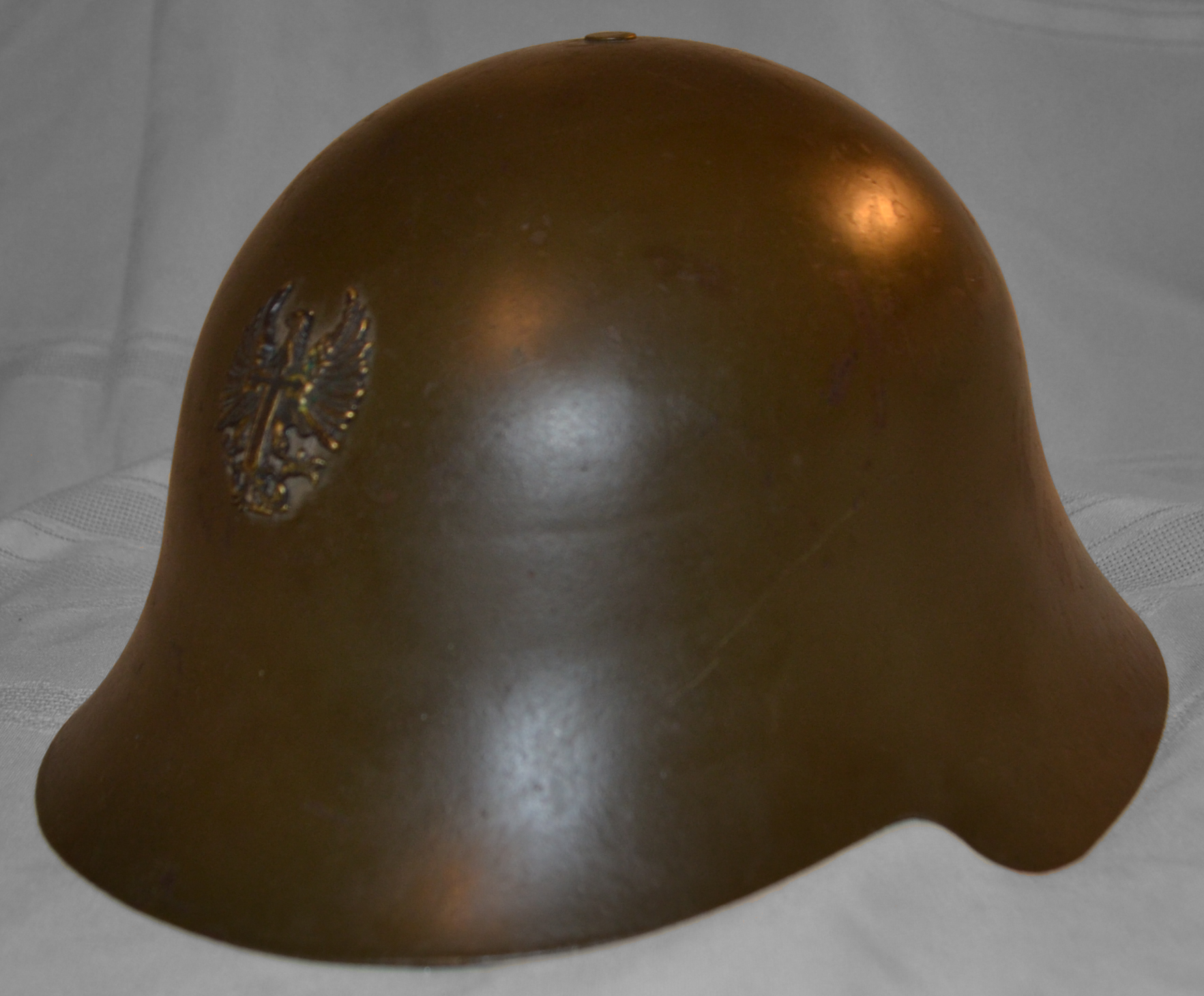
Шлем М34. Обратите внимание на заклёпку на верху каски, удерживающую подшлемник

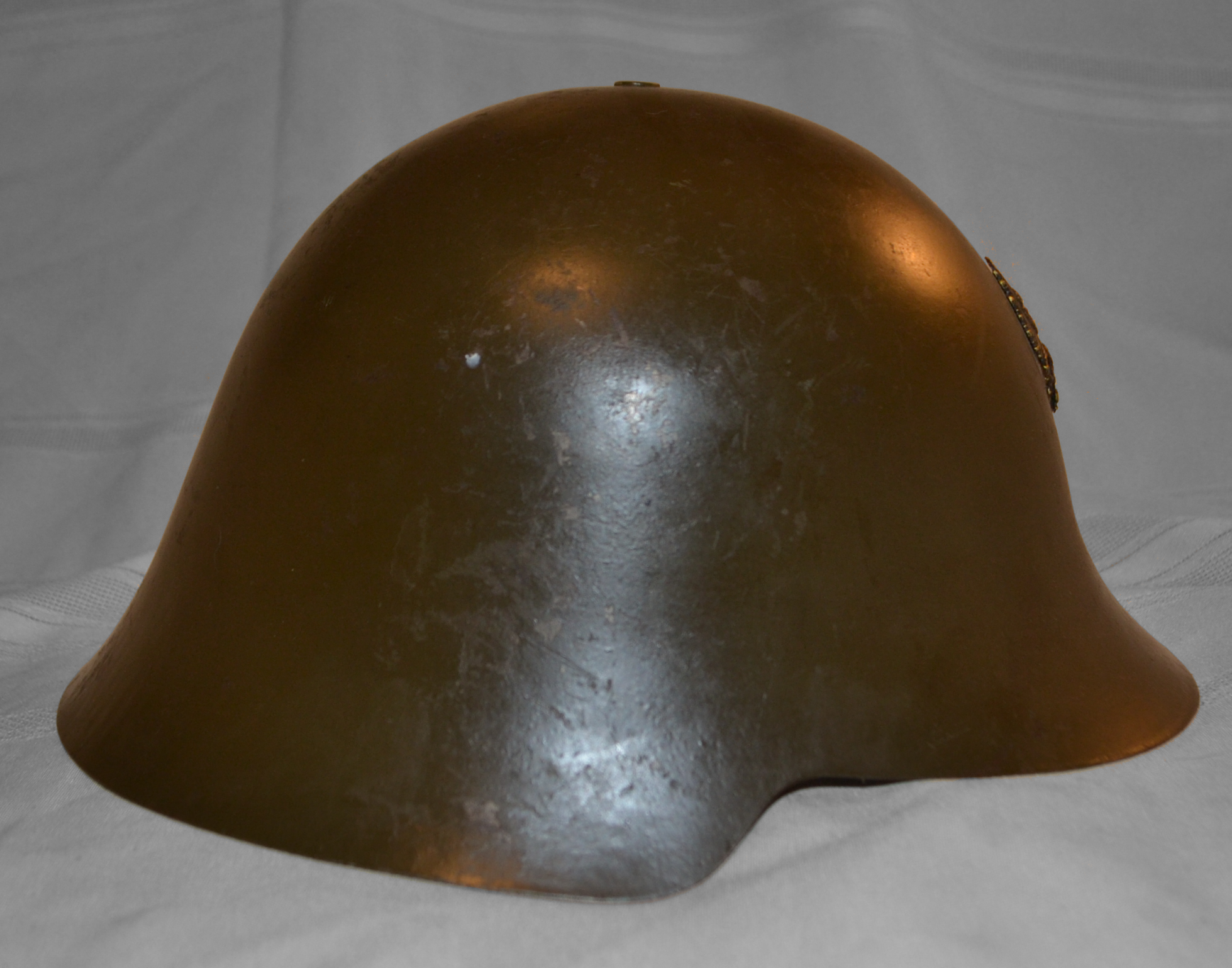
M34 сбоку

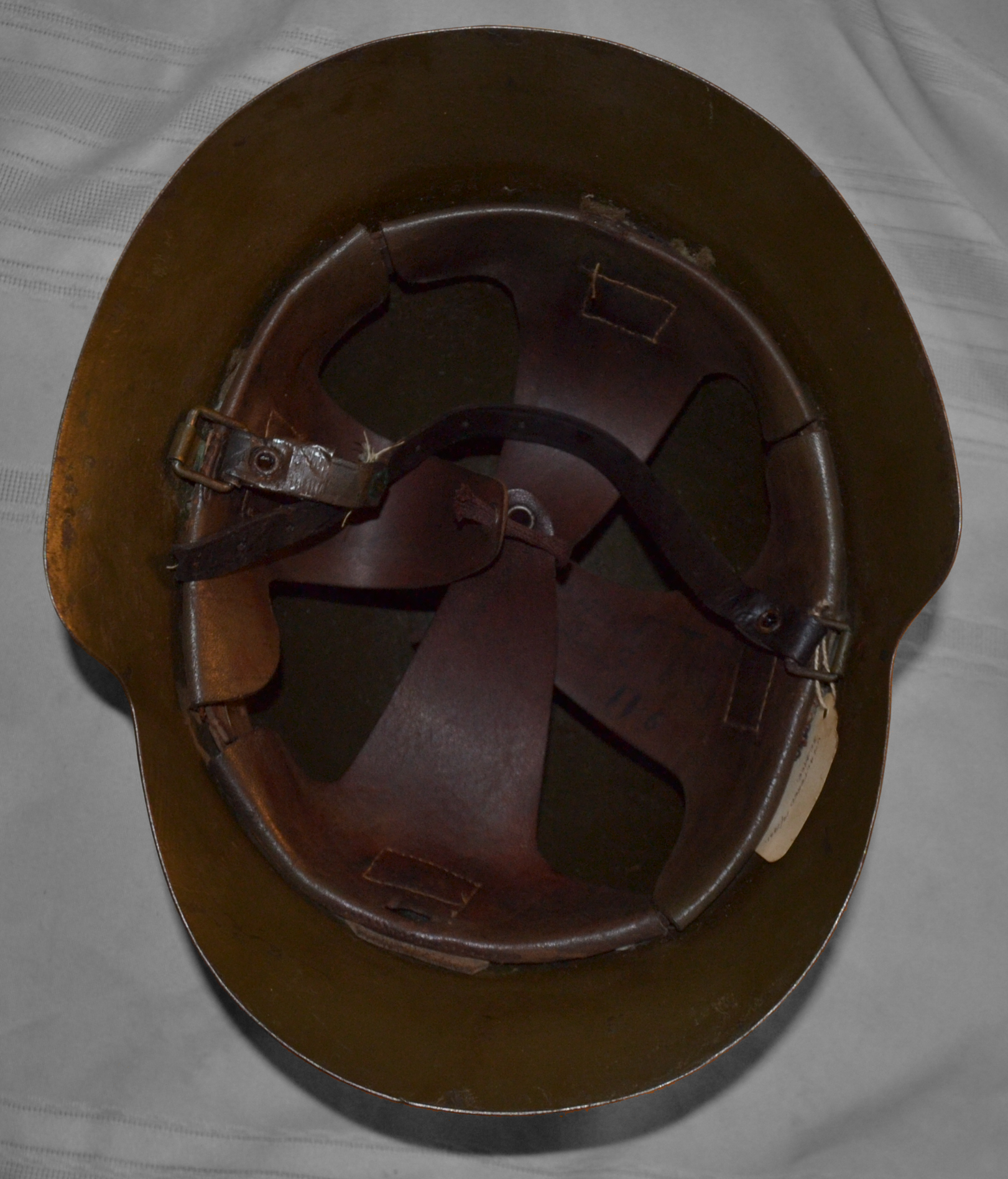
Подшлемник

M1934 (также известный как M38 по году распространения или «Эйбар» по городу, где производился) — стальной боевой шлем, использовавшийся различными группировками во время гражданской войны в Испании. Шлем, предназначенный не для использования в армии, а для сил безопасности, таких как полиция, имел форму, аналогичную шлему модели 1926 года, который использовался в армии. Шлем в основном использовался националистами.

## История
В начале 1930-х, Испания сотрясали демонстрации и беспорядки — в 1933 в Беналуп-Касас-Вьехас в результате столкновений между анархистами и силами безопасности погибли 24 человека, через год — всеобщая забастовка шахтёров в Астурии, так же повлекшая большие жертвы. Для оснащения частей полиции, а так же Гражданской гвардии и Штурмового корпуса, на основе армейского шлема М26 был создан шлем М34. М34 представлял собой более дешёвый и упрощённый вариант армейского шлема М26. Низкие защитные качества каски компенсировались меньшей массой и большей свободой движения. Компоненты для подшлемника производились в разных частях страны — расположенная в Мадриде компания Curtidos El Valenciano производила кожаные язычки на металлических лентах, а войлочные подушечки шились в Валенсии. Такого рода разброс привёл к тому, что в начале войны возникли проблемы с поставками комплектных касок, а затем и к полному прекращению выпуска М34, продлившегося два года.

## Описание
Имея форму, аналогичную шлему M26, M34 имеет множество уникальных конструктивных особенностей, которые выделяют его. Оболочка изготовлена из низкокачественного материала, толщина стали составляет всего 1 мм, а общий вес меньше, чем у M26, что дает ему худшие баллистические и ударные характеристики по сравнению с M26. Корпус обычно окрашен в песочный или светло-коричневый цвет, а уцелевшие образцы были отремонтированы в 1943 году с перекраской в зеленый цвет и установкой металлической кокарды на передней части. Подшлемник сильно отличается от своего армейского собрата — вместо того, чтобы крепиться семью заклепками по бокам корпуса, подшлемник крепится с помощью проволоки из листового металла от ленты по окружности, удерживающей подушки, к самому верху оболочки с помощью одиночной заклепки. Подшлемник оснащен четырьмя кожаными накладками меньшего размера, в отличие от трех на M26. За указанными подкладками находятся четыре войлочных прокладки небольшого размера, обеспечивающие амортизацию между подушкой и лентой подкладки. Подбородочный ремень представляет собой простую систему ремня и пряжки для ношения. После гражданской войны шлемы будут храниться в резерве вместе с предыдущими моделями до 1970-х годов, когда их полностью заменил шлем M42.

## Влияниe
Шлем М34, не будучи лучшим образцом стальных касок, тем не менее, послужил основой для югославского общевойскового шлема М59, состоявшего на вооружении ЮНА и образовавшихся после распада Югославии стран.